# Ronald Doege
Ronald Doege (* 10. September 1968 in Köthen (Anhalt)) ist ein deutscher Politiker der SPD. Er war von 1998 bis 2011 Abgeordneter im Landtag von Sachsen-Anhalt.

## Leben und Beruf
Nach Abschluss der polytechnischen Oberschule in Aken (Elbe) erwarb er im Jahr 1986 die Hochschulreife. Anschließend begann Doege ein Diplomlehrerstudium an der PH Halle-Köthen. Nach dessen Abschluss bildete er sich zum CAD/CAE-Fachdozenten fort. Von 1991 bis 1993 war er Schulassistent an der Sekundarschule Aken. Danach arbeitete er bis 1998 als Sachbearbeiter bei der Stadtverwaltung in Aken. Während seiner Tätigkeit als Landtagsabgeordneter ruhte das Arbeitsverhältnis. Nachdem er nicht erneut in den Landtag einziehen konnte, nahm er seine Anstellung als Sachbearbeiter bei der Stadt Aken wieder auf.
Ronald Doege ist verheiratet und hat ein Kind.

## Politik / Partei
Doege trat im Jahr 1993 in die SPD ein. Vom Jahr 2003 bis 2014 war er Vorsitzender des SPD-Ortsvereins Aken. Am 9. September 2014 hat Doege den Vorsitz niedergelegt und ist aus der SPD ausgetreten, nachdem er vom Ortsverein nicht als Bürgermeisterkandidat nominiert wurde. 
Vom Jahr 2005 bis zur Auflösung des Kreisverbandes im Jahr 2006 war Doege Vorsitzender des SPD-Kreisverbands Köthen.

## Abgeordneter
Doege gehörte von 1994 bis 2004 dem Kreistag von Köthen an. Seit 1999 ist er ebenfalls Mitglied im Stadtrat von Aken.
Im Rahmen der durch die Kreisreform durchgeführten Kommunalwahl ist er seit 2007 Mitglied des Kreistages Anhalt-Bitterfeld. Bei der Landratswahl 2007 kam er mit 17,2 % auf den zweiten Platz und unterlag damit dem Wahlsieger Ulf Schindler.
Er vertrat ab 1998 im Landtag Sachsen-Anhalt den Wahlkreis 23 (Zerbst), bei den Landtagswahlen 2002 und 2006 zog er jeweils über die Landesliste der SPD wieder ins Parlament ein. Doege war Mitglied im Ausschuss für Finanzen, im Ausschuss für Landesentwicklung und Verkehr sowie im Rechnungsprüfungsausschuss.